# Debbagh
Cette page présente le nom de famille Debbagh ainsi que ses variantes.
Debbagh est un nom de famille chérif marocain.

## Étymologie
Debbagh (en français "Debbagh", en arabe  "الدباغ" est un nom de famille marocain. Les Debbagh sont une famille idrisside. Debbagh signifie le tanneur en arabe.

## Variantes
On trouve plusieurs variantes : Debbarh, Eddebbagh, Al-Dabbagh, Ed-Debbagh ou Dabbagh.

## Histoire
Massoud Sharif Al-Idrissi né à Fès au XVIIe siècle est un personnage historique connu.

### Généalogie de Massoud Debbagh
Massoud fils d'Ahmad, fils de M'hammed, fils de Mohammed, fils d'Ahmed, fils d'Abdurrahman, fils de Qassim, fils de Mohammed, fils d'Ahmad, fils de Qassim, fils de Mohammed, fils d'Ibrahim, fils d'Omar, fils d'Abdul-Aziz, fils de Haroon, fils de Qanoon, fils d'Alloosh, fils de Mandil, fils d'Ali, fils d'Abdurrahman, fils d'Issa, fils d'Ahmad, fils de Mohammed, fils d'Issa, fils d'Idriss II, fils d'Idriss I, fils d'Abdullah, fils de Hassan, fils de Hassan, fils de l'Imam Ali et de la fille du Prophète Mahomet, fils d'Abû Tâlib, fils d'Abd Al-Muttalib, fils de Hashim, fils d'Abd al-Manaf, fils de Qussai, fils de Kilab, fils de Murra, fils de Ka'ab, fils de Luavy, fils de Ghalib, fils de Fihr, fils de Malik, fils de Nadr, fils de Kinana, fils de Khuzayma, fils de Mudrika, fils d'Ilyas, fils de Mudar, fils de Nizar, fils de Ma'ad, fils d'Adnan.
L'histoire officielle de l'islam, selon tous les musulmans, reconnait que le prophète Mahomet est descendant d'Abraham et d'Ismael. La famille de Mahomet est hachémite par référence à son arrière-grand-père Hashim ibn Abd al-Manaf. Les Quraychites se réclament de descendances d'Ismaël, fils d'Abraham et ont la garde de la Ka'ba, sanctuaire reconstruit par Abraham et son fils Ismaël, selon la tradition musulmane, et désigné par le père des trois monothéismes comme un lieu de pèlerinage. Cette réalité reste cependant contestée par certains groupes non musulmans. Les contestataires chrétiens sont généralement en divergence concernant de nombreuses généalogies du Moyen-Orient, la généalogie de Jésus en est un exemple.
Issue de Aïssa ben Idris II, gouverneur de Salé, ils auraient quitté la ville pour Grenade sous le règne des Almoravides. Il a fallu attendre le début des Mérinides pour qu'ils reviennent à Salé avant de la quitter définitivement pour Fès. Connue par leur grand nombre de Mystique, ils ont donné un nombre important de soufi le plus célèbre est Abd-el-Aziz Debbagh.

## Sources
- Paroles d'or,  (ISBN 978-2914916974) (fr)
- Pure gold,  (ISBN 978-9004164154) (en)
- Al-Ibriz, livre en langue arabe, pages 7, 8, 41 et 213. Maison d'édition : Dar Arrashad Al Haditha 98, bd Victor-Hugo Casablanca, MA - (édition 2002).